# Seznam prezidentských vet Petra Pavla
Prezidentské veto je v právním řádu České republiky jednou z absolutních pravomocí prezidenta republiky, která vyplývá z článku 50 Ústavy ČR. Prezident má možnost s odůvodněním vrátit zákon schválený parlamentem zpět k novému projednání (suspenzivní veto). Poslanecká sněmovna může setrvat na původním návrhu zákona a přehlasovat prezidentské veto nadpoloviční většinou všech poslanců.
Čtvrtým prezidentem v historii samostatné České republiky byl Petr Pavel. Toto je chronologicky řazený seznam zákonů vrácených prezidentem Petrem Pavlem v průběhu jeho funkčního období od 9. března 2023.   

## Chronologický přehled

### Poslanecká sněmovna PČR, 9. volební období 2021–
Poslanecká sněmovna zahájila činnost na své ustavující schůzi 8. listopadu 2021. Prezident jmenoval koaliční vládu vedenou občanským demokratem Petrem Fialou dne 17. prosince 2021. Dne 9. března 2023 nahradil Miloše Zemana v úřadu Petr Pavel, zvolený v lednu v třetí přímé volbě českého prezidenta.
Prezident Petr Pavel 30. srpna 2024 vetoval novelu zákona, podle které by soudy od ledna 2025 přestaly rozhodovat část sporů v senátech s laickými přísedícími.